# 에딩턴 메달
에딩턴 메달(Eddington Medal)은 왕립천문학회가 이론 천체물리학 분야에서 뛰어난 업적을 이룬 사람에게 수여하는 상이다. 아서 에딩턴 경의 이름을 따서 명명되었다. 1953년에 처음 수여된 이 상의 수여 주기는 수년에 걸쳐 다양하여 1년, 2년 또는 3년마다 주어졌는데, 2013년부터는 매년 시상하고 있다.

## 수상자
별도의 언급이 없는 한 출처는이다.
- 1953 조르주 르메트르[2]
- 1955 헨드릭 C. 반데헐스트(Hendrik C. van de Hulst)[3]
- 1958 호라체 밥콕(Horace W. Babcock)[4]
- 1959 제임스 스탠리 헤이(James Stanley Hey)[5]
- 1960 로베르 데스쿠르 앳킨슨(Robert d'Escourt Atkinson)[6]
- 1961 한스 알브레히트 베텔(Hans Albrecht Bethe)[7]
- 1962 안드레 랄레망(André Lallemand)[8]
- 1963 앨런 샌더겔(Allan Sandage, J. A. R. Sandage), 마르틴 슈바르츠쉴트[9]
- 1964 헤르베르트 프리드만, 리처드 투시(Richard Tousey)[10]
- 1965 로버트 파운드(Robert Pound, 글렌 레브카[11]
- 1966 루퍼트 빌트(Rupert Wildt)[12]
- 1967 로버트 크리스티(Robert Christy)[13]
- 1968 로버트 핸베리 브라운(Robert Hanbury Brown), 리처드 트위스(Richard Q. Twiss)[14]
- 1969 앤토니 휴이시(Antony Hewish)[15]
- 1970 하야시 추시로[16]
- 1971 데스몬드 킹헬레(Desmond King-Hele)[17]
- 1972 폴 르두(Paul Ledoux)[18]
- 1975 스티븐 호킹, 로저 펜로즈[19]
- 1978 윌리엄 파울러[20]
- 1981 필립 제임스 에드윈 피블즈[21]
- 1984 도널드 린덴벨(Donald Lynden-Bell)[22]
- 1987 보단 파친스키(Bohdan Paczyński)[23]
- 1990 이코 이벤(Icko Iben)[24]
- 1993 레온 메스텔(Leon Mestel)[25]
- 1996 앨런 구스
- 1999 로저 블랜드포드
- 2002 더글러스 고프(Douglas Gough)[26]
- 2005 루돌프 키펜한(Rudolph Kippenhahn)[27]
- 2007 이고르 노비코프(Igor D. Novikov)[28]
- 2009 제임스 프링글James E. Pringle]][29]
- 2011 길레스 카브리에르(Gilles Chabrier)[30]
- 2013 제임스 비니(James Binney)[31]
- 2014 앤드류 킹(Andrew King)[32]
- 2015 라시드 수냐에프(Rashid Sunyaev)[33]
- 2016 앤소니 벨(Anthony Bell)[34]
- 2017 캐티 클라크(Cathie Clarke)[35]
- 2018 클라우디아 마라스톤(Claudia Maraston)[36]
- 2019 버나드 슐츠(Bernard F. Schutz)[37]
- 2020 스티븐 발부스(Steven Balbus)[38]
- 2021 히라냐 페이리스(Hiranya Peiris)[39]
- 2022 앨런 헤븐스(Alan Heavens)[40]
- 2023 모니카 모스키브로즈다(Monika Mościbrodzka)[41]

## 같이 보기
- 천문학 상 목록
- 물리학 상 목록
- 사람의 이름을 딴 상금 목록